# Frans voetbalkampioenschap 1945/46
In 1945/46 werd het achtste professionele voetbalkampioenschap georganiseerd in Frankrijk.
Het was het eerste officiële kampioenschap na het einde van de Tweede Wereldoorlog. Tijdens de oorlog werden er zes kampioenschappen gespeeld die echter niet officieel erkend zijn. Het landschap van het Franse voetbal zag er anders uit dan voor de oorlog. Olympique Lillois en SC Fives hadden zich verenigd in Lille OSC dat meteen met de landstitel ging lopen. RC Roubaix, Excelsior Roubaix en US Tourcoing, die in de begindagen van het Franse voetbal furore maakten verenigden zich in CO Roubaix-Tourcoing, dat in 1947 kampioen zou worden.
FC Metz en RC Strasbourg, twee clubs die erg geleden hadden onder de oorlog werden gesteund door de voetbalbond en werden gespaard van degradatie dit seizoen, een maatregel die aan het einde van het seizoen relevant was voor Metz, dat op een degradatieplaats eindigde.

## Eindstand
| Plaats | Club                   | Ptn | Wed | W  | G  | V  | DV | DT | DS  | Opmerking                          |
| ------ | ---------------------- | --- | --- | -- | -- | -- | -- | -- | --- | ---------------------------------- |
| 1      | Lille OSC              | 45  | 34  | 19 | 7  | 8  | 89 | 44 | +45 | Kampioen (Winnaar Coupe de France) |
| 2      | AS Saint-Étienne       | 44  | 34  | 20 | 4  | 10 | 86 | 68 | +18 |                                    |
| 3      | CO Roubaix-Tourcoing   | 41  | 34  | 15 | 11 | 8  | 60 | 38 | +22 |                                    |
| 4      | Stade de Reims         | 40  | 34  | 15 | 10 | 9  | 68 | 48 | +20 |                                    |
| 5      | Stade Rennais UC       | 37  | 34  | 13 | 11 | 10 | 57 | 52 | +5  |                                    |
| 6      | RC Lens                | 36  | 34  | 14 | 8  | 12 | 72 | 57 | +15 |                                    |
| 7      | FC Rouen               | 36  | 34  | 14 | 8  | 12 | 53 | 47 | +6  |                                    |
| 8      | RC Paris               | 35  | 34  | 16 | 3  | 15 | 56 | 52 | +4  |                                    |
| 9      | Olympique de Marseille | 34  | 34  | 12 | 10 | 12 | 70 | 65 | +5  |                                    |
| 10     | AS Cannes              | 34  | 34  | 12 | 10 | 12 | 51 | 55 | -4  |                                    |
| 11     | Red Star Olympique     | 33  | 34  | 12 | 9  | 13 | 62 | 59 | +3  |                                    |
| 12     | RC Strasbourg          | 33  | 34  | 13 | 7  | 14 | 53 | 62 | -9  |                                    |
| 13     | FC Sète                | 32  | 34  | 13 | 6  | 15 | 63 | 65 | -2  |                                    |
| 14     | Girondins de Bordeaux  | 31  | 34  | 11 | 9  | 14 | 65 | 66 | -1  |                                    |
| 15     | Lyon OU                | 31  | 34  | 11 | 9  | 14 | 52 | 78 | -26 | Degradatie naar Division 2         |
| 16     | Le Havre AC            | 30  | 34  | 13 | 4  | 17 | 48 | 68 | -20 |                                    |
| 17     | FC Metz                | 25  | 34  | 10 | 5  | 19 | 40 | 77 | -37 |                                    |
| 18     | FC Sochaux-Montbéliard | 15  | 34  | 4  | 7  | 23 | 35 | 79 | -44 | Degradatie naar Division 2         |

(Overwinning:2 ptn, gelijkspel:1 punt, verlies:0 ptn)

## Topschutters
| Plaats | Speler                       | Nat.               | Club                   | Goals |
| ------ | ---------------------------- | ------------------ | ---------------------- | ----- |
| 1      | René Bihel                   | Vlag van Frankrijk | Lille OSC              | 28    |
| 2      | Pierre Sinibaldi             | Vlag van Frankrijk | Stade de Reims         | 26    |
| 3      | Antoine Rodriguez            | Vlag van Frankrijk | AS Saint-Étienne       | 22    |
| 4      | Louis de Sainte de Maréville | Vlag van Frankrijk | Olympique de Marseille | 21    |
| 5      | Désiré Koranyi               | Vlag van Frankrijk | FC Sète                | 20    |

1932/33 · 1933/34 · 1934/35 · 1935/36 · 1936/37 · 1937/38 · 1938/39 · 1939/40 · 1940/41 · 1941/42 · 1942/43 · 1943/44 · 1944/45 · 1945/46 · 1946/47 · 1947/48 · 1948/49 · 1949/50 · 1950/51 · 1951/52 · 1952/53 · 1953/54 · 1954/55 · 1955/56 · 1956/57 · 1957/58 · 1958/59 · 1959/60 · 1960/61 · 1961/62 · 1962/63 · 1963/64 · 1964/65 · 1965/66 · 1966/67 · 1967/68 · 1968/69 · 1969/70 · 1970/71 · 1971/72 · 1972/73 · 1973/74 · 1974/75 · 1975/76 · 1976/77 · 1977/78 · 1978/79 · 1979/80 · 1980/81 · 1981/82 · 1982/83 · 1983/84 · 1984/85 · 1985/86 · 1986/87 · 1987/88 · 1988/89 · 1989/90 · 1990/91 · 1991/92 · 1992/93 · 1993/94 · 1994/95 · 1995/96 · 1996/97 · 1997/98 · 1998/99 · 1999/00 · 2000/01 · 2001/02 · 2002/03 · 2003/04 · 2004/05 · 2005/06 · 2006/07 · 2007/08 · 2008/09 · 2009/10 · 2010/11 · 2011/12 · 2012/13 · 2013/14 · 2014/15 · 2015/16 · 2016/17 · 2017/18 · 2018/19 · 2019/20 · 2020/21 · 2021/22 · 2022/23 · 2023/24 · 2024/25